# Nicolas de Lenfent
Nicolas de Lenfent è un personaggio immaginario della saga delle Cronache dei vampiri di Anne Rice. Appare per la prima volta in Scelti dalle Tenebre, è il giovane amante di Lestat de Lioncourt, prima che questi venga trasformato in vampiro da Magnus. Nicolas segue Lestat a Parigi dalla loro terra di provincia ed assieme i due ragazzi iniziano una felice vita da musicisti e teatranti finché la trasformazione di Lestat non ne provoca la separazione. Successivamente Nicolas ritrova il compagno e chiede all'amico di essere trasformato a sua volta in vampiro. La trasformazione però porta Nicolas alla follia e all'odio assoluto nei confronti di Lestat; Nicolas crea il Teatro dei Vampiri e si spinge a contatti sempre più pericolosi con gli umani, raccontando a coloro che incontrava verità sui vampiri e tentando di trasformarne qualcuno in uno di loro, ma senza successo. Armand, che nel frattempo è divenuto il capo della congrega, tenta di riportarlo all'ordine imprigionandolo e tagliandogli le mani, per impedirgli di suonare. Ma una volta liberato, Nicolas, oramai completamente folle, si getta nel fuoco durante un Sabba.